# Kessler Peak
Kessler Peak är en bergstopp i Antarktis. Den ligger i Östantarktis. Nya Zeeland gör anspråk på området. Toppen på Kessler Peak är 2 180 meter över havet, eller 1 404 meter över den omgivande terrängen. Bredden vid basen är 5,0 km.
Terrängen runt Kessler Peak är kuperad västerut, men österut är den bergig. Trakten är obefolkad. Det finns inga samhällen i närheten.